# Botija
Botija ist ein Ort und eine Gemeinde  (municipio) mit 188 Einwohnern (Stand: 2024) in der Provinz Cáceres in der Autonomen Gemeinschaft Extremadura.

## Lage und Klima
Botija liegt in einer Höhe von ca. 410 m. Das Stadtzentrum von Cáceres befindet sich ca. 26 Kilometer westnordwestlich. 

## Bevölkerungsentwicklung
| Jahr      | 1970 | 1981 | 1991 | 2001 | 2011 | 2021 |
| Einwohner | 635  | 268  | 204  | 183  | 219  | 187  |

## Sehenswürdigkeiten

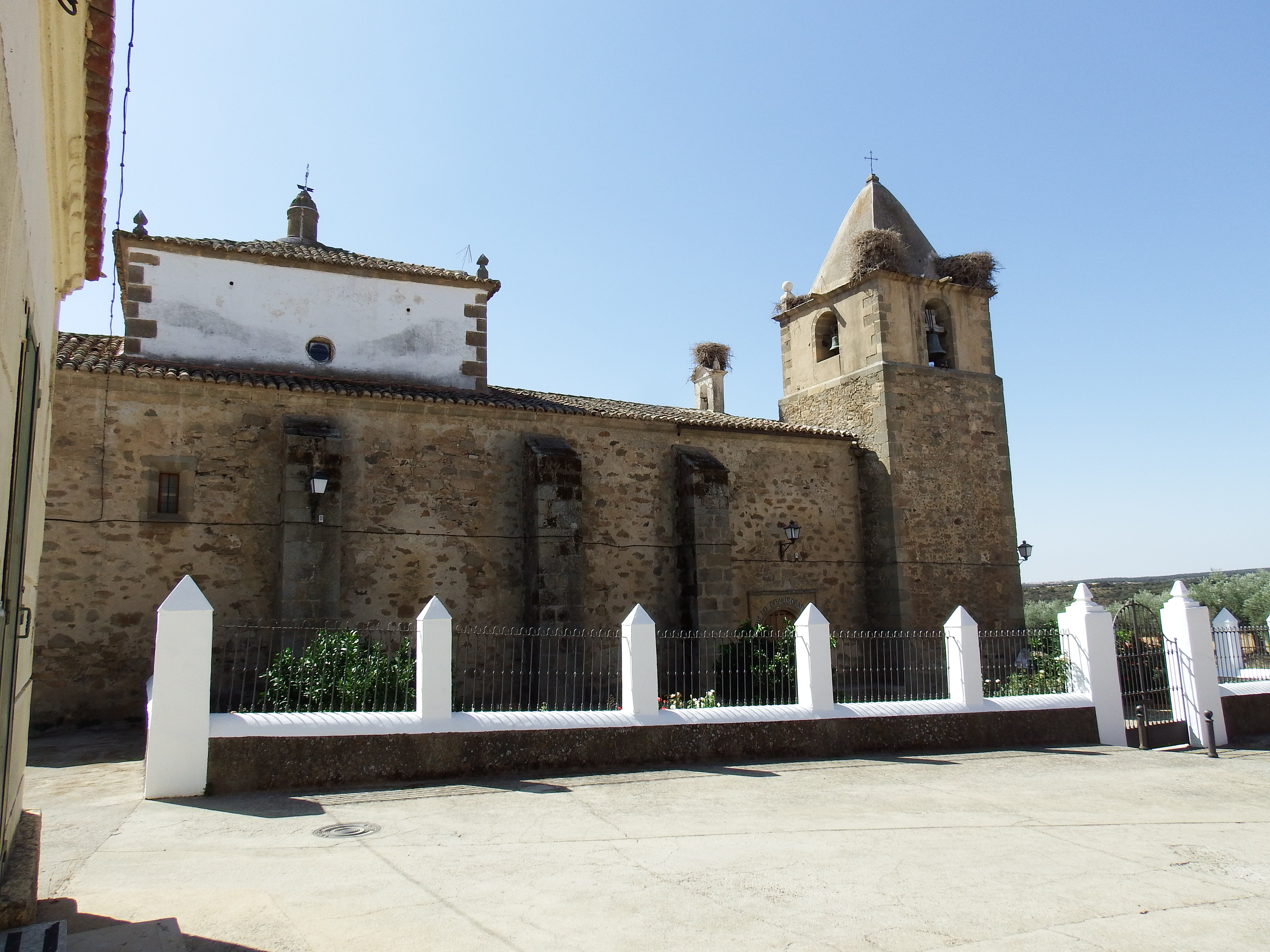
Magdalenenkirche
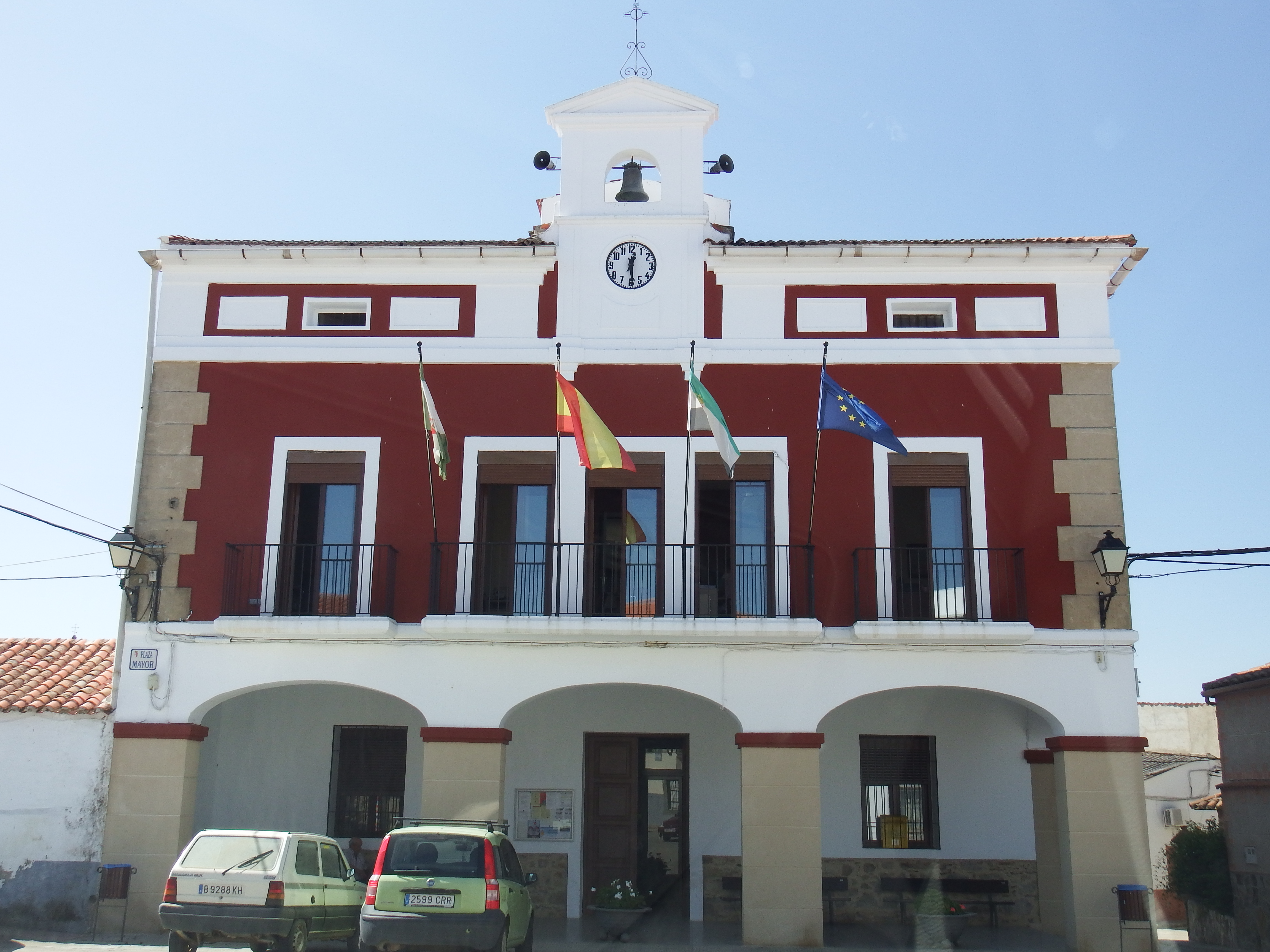
Rathaus

- Magdalenenkirche
- Rathaus